# 金剑雕翎 (2003年电视剧)
《金剑雕翎》是海润影视于2001年拍摄的一部武侠剧，改编自武侠小说家卧龙生的作品《金剑雕翎》、《岳小钗》。剧中讲述了单纯、幼稚的萧翎历经坎坷逐渐成熟，为信仰、正义、良知而奋争，从而引发武林正邪大战，终于成为受人尊敬的一代侠客的故事。2003年在南方电视台影视频道播出。

## 剧情概述
少年萧翎患有三阴绝脉症，一次偶然机会救下因被司马风追杀而受重伤的女侠岳云姑。云姑见他心地善良便传授他内功心法，云姑之女岳小钗寻母见到萧翎，对他感激不尽。但岳云姑终因伤势过重逝世，萧翎和岳小钗一起护送岳云姑的尸骨返乡，二人在相互的交往中产生了纯真的恋情。因抵挡敌人的偷袭，两人失散，岳小钗与萧翎失散后，全身心投入苦练武功之中，婉拒师兄，亦是白云山庄少庄主张俊的追求。而萧翎被蛮横的柳金铃所救，被其不断戏弄，还害得他掉下悬崖，萧翎因祸得福，被寓居谷底的三圣收为徒弟。
六年后，萧翎拜别师傅重回江湖。他不谙世事，救下百花山庄二庄主周兆龙，导致误入岐途，与大庄主司马风结拜，成为百花山庄三庄主。而沈木风就是当初抢夺金剑的司马风，被毁容后改名为沈木风，他处心积虑，不惜使用一切阴谋诡计，妄图用武力征服江湖。他的这一行为激起了正派人士的反对，萧翎也成为众矢之的。岳小钗得知萧翎消息后，立即前去寻找，遇到了仇人沈木风，发誓要为民除害，伸张正义。聪明活泼的百里冰，与萧翎一见钟情，她多次在萧翎危难的时候挺身而出，为萧翎不惜牺牲自己的生命，但她好嫉妒，对出现在萧翎身边的女孩怀有强烈的敌意，为此惹出不少麻烦。张俊苦恋岳小钗，但一直不敢当面表达，被表弟蓝玉棠利用差点酿成大祸，他对萧翎有敌意但仍能以大局为重。
后在岳小钗、百里冰等人的帮助下，萧翎以自己的人品和武功赢得众人的尊敬，成为武林盟主。他率领岳小钗、百里冰等人与以沈木风为首的邪恶帮派在地宫内斗智斗勇，不料被困在宫内……

## 主要演员
| 演员   | 角色     | 配音   | 简介                                                                           |
| 黄坤玄 | 萧翎     | 吴文民 | 本是一单纯善良的农家少年，卷入江湖纷争，历经坎坷，逐渐成熟，成为一代大侠。     |
| 于荣光 | 司马风   | 李香生 | 创建百花山庄之后，化名沈木风，练就血影神功，野心勃勃，抢夺金剑，意欲征服武林。 |
| 罗海琼 | 岳小钗   | 刘小芸 | 江湖侠女，遵循母亲遗愿，与她的翎弟弟（萧翎）一起卷入了武林纷争。               |
| 罗海琼 | 岳云姑   | 刘小芸 | 岳家庄女主人，岳小钗之母。                                                     |
| 艾伟   | 宇文寒涛 | 康殿宏 | 书玑庐主，神风帮帮主，为称霸武林，潜伏在百花山庄，与司马风明争暗斗。           |
| 连奕名 | 蓝玉棠   | 王希华 | 在白云山庄长大，张俊的表哥，双目失明之后，与柳金铃结为夫妻。                   |
| 史晓嵩 | 张少白   | 康殿宏 | 原名张俊，外号玉箫郎君，箫王张放之子，白云山庄少庄主，爱慕岳小钗。             |
| 刘莉莉 | 柳金铃   | 原音   | 太湖帮帮主柳云飞之女，后与蓝玉棠结为夫妻。                                     |
| 马可   | 柳金铃   | 陈季霞 | 少年柳金铃，太湖帮被灭，被成英救走，拜宇文寒涛为师。                           |
| 王冰   | 单宏章   | 周宁   | 司马风徒弟，实际目的是获得禁宫秘籍，为死去的姐姐报仇。                         |
| 李淼   | 单宏章   | 郑仁丽 | 少年单宏章，亲眼目睹姐姐死于百花山庄，立志找司马风报仇。                       |
| 汪芫   | 金花夫人 | 孙若瑜 | 苗疆用毒高手。                                                                 |
| 王湖泉 | 商八     | 原音   | 中州二贾之一，拜萧翎为大哥。                                                   |
| 苗强   | 杜九     | 周宁   | 中州二贾之一，拜萧翎为大哥。                                                   |
| 张蓓蓓 | 百里冰   | 陈季霞 | 北海冰宫宫主百里行之女，爱慕萧翎 。                                            |
| 金宏   | 展叶青   | 康殿宏 | 武当掌门无为道长师侄，拜萧翎为大哥。                                           |
| 王赤   | 毒手药王 | 雷威远 | 因医不好自己的女儿，所以报复天下人，救了司马风。                               |
| 史蔚霞 | 玉兰     | 郑仁丽 | 萧翎在百花山庄的婢女，后与商八结为夫妻。                                       |
| 刘远   | 洪天娇   | 陈季霞 | 冷面罗刹。                                                                     |
| 徐筠   | 南宫玉   | 陈季霞 | 药王之女，爱慕萧翎。                                                           |
| -      | 周兆龙   | 杨少文 | 百花山庄二庄主。                                                               |
| 刘乃艺 | 成英     | 原音   | 宇文寒涛义子，曾到太湖帮做卧底，爱慕柳金铃。                                   |
| 赵书君 | 苏万全   | 雷威远 | 丐帮帮主。                                                                     |
| 李春力 | 萧父     | 杨少文 | 萧翎父亲。                                                                     |
| 杜平   | 萧母     | 姜瑰瑾 | 萧翎母亲。                                                                     |
| 鲁建国 | 庄山贝   | 杨少文 | 三圣谷三圣之一。                                                               |
| 黄永刚 | 南逸公   | 周宁   | 三圣谷三圣之一。                                                               |
| 孙晓燕 | 柳仙子   | 刘小芸 | 三圣谷三圣之一。                                                               |
| 郑小荣 | 金兰     | 陈季霞 | 萧翎在百花山庄的婢女。                                                         |
| 朱幼琪 | 马文飞   | 李香生 | 豫鄂湘赣四省总瓢把子。                                                         |
| 付晓东 | 左飞     | 雷威远 | 神风帮坛前开道二将，外号“铁判”。                                               |
| 麦文燕 | 张母     | 孙若瑜 | 箫王张放之妻，张俊之母。                                                       |
| 孙凤英 | 三绝师太 | 姜瑰瑾 | 箫王张放之妹，岳小钗的师父。                                                   |
| 叶新宇 | 端木正   | 王希华 | 八手神龙。                                                                     |
| -      | 端木红樱 | 原音   | 端木正之女。                                                                   |
| 刘长生 | 孙老邪   | 吴文民 | 苏万全的师父。                                                                 |
| 林宝华 | 无为道长 | 杨少文 | 武当掌门。                                                                     |
| 王稔   | 百里行   | 杨少文 | 人称“北天尊者”，北海冰宫宫主。                                                 |
| 孙妈咪 | 张放     | 王希华 | 箫王，白云山庄庄主。                                                           |
| 沈虹   | 燕儿     | 刘小芸 | 白云山庄婢女。                                                                 |
| 魏福祥 | 枯木大师 | 康殿宏 | 少林寺方丈的师弟。                                                             |
| 潘淘   | 唐三姑   | 陈季霞 | 唐老夫人的孙女。                                                               |
| 蔡九华 | 唐老夫人 | 郑仁丽 | 四川唐门门主。                                                                 |
| 王小军 | 了尘师太 | 郑仁丽 | 峨眉派掌门，任逍遥的师姐。                                                     |
| 王文亭 | 了缘师太 | 刘小芸 | 了尘师太师妹。                                                                 |
| -      | 云阳子   | 杨少文 | 武当掌门无为道长的师弟。                                                       |
| 俞凡   | 方横     | 李香生 | 神风帮坛前开道二将，外号“冤魂”。                                               |
| 尤俊   | 包得道   | 李香生 | 通天耳。                                                                       |
| -      | 裴百里   | 周宁   | 剑门双英，追风剑。                                                             |
| 徐霄   | 谭侗     | 康殿宏 | 剑门双英，无影剑。                                                             |
| 李国良 | 步天星   | 杨少文 | 虬髯大汉，武器是一杆银笛。                                                     |
| 高晶莹 | 楚昆山   | 雷威远 | 人称“圣手铁胆”。                                                               |
| 陈瑞加 | 包一天   | 杨少文 | 人称“巧手神工”，建造禁宫及禁宫之钥金剑。                                       |
| 赵荣家 | 智摩尼   | 雷威远 | 西域番僧，曾和少林主持无相大师比武。                                           |
| 袁伟   | 任逍遥   | 康殿宏 | 峨眉叛徒，人称“一剑逍遥的逍遥子”。                                             |
| 王琳   | 麻婆     | 姜瑰瑾 | 庄山贝去三圣谷之前的情人。                                                     |

## 音乐
- 主题曲：《欲擒故纵》 
  - 演唱：邰正宵 作词：黄桂兰 作曲：邰正宵
- 片尾曲：《满天雪》 
  - 演唱：Rose Lin 作词：黄桂兰 作曲：吴旭文